# Bojongkondang
Bojongkondang is een bestuurslaag in het regentschap Ciamis van de provincie West-Java, Indonesië. Bojongkondang telt 3810 inwoners (volkstelling 2010).